# لوپرکالیا

لوپرکالیا (انگلیسی: Lupercalia) فستیوال شبانی روم باستان بود که هر ساله در ۱۵ فوریه برای پاکسازی شهر و ارتقای سلامت و باروری برگزار می‌شد. لوپرکالیا به نام «روز فوریه» نیز شناخته می‌شود.